# Цзиньша (уезд)
Цзиньша́ (кит. упр. 金沙, пиньинь Jīnshā) — уезд городского округа Бицзе провинции Гуйчжоу (КНР).

## История
Уезд был создан в 1941 году из смежных частей уездов Дадин и Цзуньи; в качестве названия уезда были взяты первые иероглифы из оказавшихся на его территории селений Цзиньбаотунь (金宝屯) и Шасиянь (沙溪坝).
После вхождения этих мест в состав КНР в 1950 году был создан Специальный район Бицзе (毕节专区), и уезд вошёл в его состав.
В 1970 году Специальный район Бицзе был переименован в Округ Бицзе (毕节地区).
Постановлением Госсовета КНР от 22 октября 2011 года округ Бицзе был преобразован в городской округ.

## Административное деление
Уезд делится на 4 уличных комитета, 8 посёлков, 7 волостей и 6 национальных волостей.